# Castilleja cinerea
Castilleja cinerea är en snyltrotsväxtart som beskrevs av Asa Gray. Castilleja cinerea ingår i släktet målarborstar, och familjen snyltrotsväxter. Inga underarter finns listade i Catalogue of Life.